# Agrias rubrotridens
Agrias rubrotridens är en fjärilsart som beskrevs av Le Moult 1926. Agrias rubrotridens ingår i släktet Agrias och familjen praktfjärilar. Inga underarter finns listade i Catalogue of Life.